# Sundance spas
Sundance Spas grundades 1979 i Costa Mesa, Kalifornien, och har sedan dess kommit att bli världens största tillverkare av spabad i akryl. Som internationell tillverkare och distributör med exklusivt designade span återfinns man nu hos cirka 700 återförsäljare i 51 länder världen över.